# Fernando de Fuentes Carrau
Fernando de Fuentes Carrau (Veracruz, 13 de desembre de 1894 - Mèxic, D. F., 4 de juliol de 1958) va ser un guionista, productor i director de cinema mexicà. Va ser director de dues pel·lícules clàssiques del cinema mexicà El compadre Mendoza (1933) i ¡Vámonos con Pancho Villa! (1935); de Fuentes va iniciar la seva carrera com a segon ajudant de direcció en Santa (1931), la primera pel·lícula sonora produïda a Mèxic. La seva capacitat tècnica ho va promoure a dirigir El anónimo (1932).
De Fuentes és considerat un pioner en pel·lícules mexicanes i un director veritablement talentós, que combina excel·lents habilitats tècniques amb un extraordinari sentit. "Va inventar" el gènere cinematogràfic de la comèdia ranxera mexicana, amb Allá en el Rancho Grande (1936), la primera pel·lícula mexicana amb gran èxit en els mercats estrangers. Va descobrir a Gabriel Figueroa i va ser pioner en gèneres com l'horror, melodrama i històric.
A més, de Fonts va ser el primer director mexicà que va fer una pel·lícula en color Así se quiere en Jalisco (1942). També va ser el primer a fer una pel·lícula en coproducció amb un altre país Jalisco canta a Sevilla (1948), coproduïda amb Espanya. Va tenir dos fills i va morir f'un infart.

## Filmografia

### Director
- Tres citas con el destino (1954)
- Canción de cuna (1953)
- Los hijos de María Morales (1952)
- Crimen y castigo (1951)
- Por la puerta falsa (1950)
- Hipólito, el de Santa (1950)
- Jalisco canta en Sevilla (1949)
- Allá en el Rancho Grande (1949)
- La devoradora (1946)
- Esperanza (1946)
- La selva de fuego (1945)
- Hasta que perdió Jalisco (1945)
- El rey se divierte (1944)
- La mujer sin alma (1944)
- Doña Bárbara (1943)
- ¡Así se quiere en Jalisco! (1942)
- La gallina clueca (1941)
- Creo en Dios (1941)
- El jefe máximo (1940)
- Allá en el Trópico (1940)
- Papacito lindo (1939)
- La casa del ogro (1939)
- La Zandunga (1938)
- Bajo el cielo de México (1937)
- Las mujeres mandan (1937)
- ¡Vámonos con Pancho Villa! (1936)
- Allá en el Rancho Grande (1936)
- Desfile deportivo (1936)
- Petróleo (1936)
- La familia Dressel (1935)
- Cruz Diablo (1934)
- El fantasma del convento (1934)
- El compadre Mendoza (1934)
- El tigre de Yautepec (1933)
- La calandria (1933)
- El prisionero trece (1933)
- El anónimo (1933)

### Productor
- Despedida de casada (1968)
- Amor se dice cantando (1959)
- ¡Paso a la juventud..! (1958)
- Las mil y una noches (1958)
- Escuela para suegras (1958)
- La sombra del otro (1957)
- Que me toquen las golondrinas (1957)
- Las aventuras de Pito Pérez (1957)
- Escuela de vagabundos (1955)
- La intrusa (1954)
- Canción de cuna (1953)
- Los hijos de María Morales (1952)
- Las locuras de Tin-Tan (1952)
- Paco, el elegante (1952)
- Crimen y castigo (1951)
- Entre abogados te veas (1951) (productor executiu)
- Corazón de fiera (1951) (productor executiu)
- Por la puerta falsa (1950)
- Médico de guardia (1950)
- Hipólito, el de Santa (1950)
- No me defiendas compadre (1949)
- Las tandas del principal (1949)
- El colmillo de Buda (1949)
- Jalisco canta en Sevilla (1949)
- Allá en el Rancho Grande (1949)
- Si Adelita se fuera con otro (1948)
- La devoradora (1946)
- El rey se divierte (1944)
- Doña Bárbara (1943)
- ¡Así se quiere en Jalisco! (1942)
- Creo en Dios (1941)
- El jefe máximo (1940)
- Allá en el Trópico (1940)
- Papacito lindo (1939)
- La casa del ogro (1939)
- Allá en el Rancho Grande (1936)
- Petróleo (1936)
- La familia Dressel (1935)

### Guionista
- El dinero tiene miedo (1970)
- Face of the Screaming Werewolf (1964)
- La casa del terror (1960) (sense crèdits)
- Angustia de un secreto (1959)
- Aladino y la lámpara maravillosa (1958)
- Las mil y una noches (1958) (adaptació)
- La sombra del otro (1957) (adaptació)
- Que me toquen las golondrinas (1957)
- Las aventuras de Pito Pérez (1957) (adaptació)
- Escuela de vagabundos (1955) (adaptació)
- La hija del ministro (1952)
- Casa de vecindad (1951)
- Por la puerta falsa (1950)
- Hipólito, el de Santa (1950) (guionista)
- Jalisco canta en Sevilla (1949)
- Allá en el Rancho Grande (1949) (adaptació i diàleg)
- La devoradora (1946)
- La selva de fuego (1945) (guionista)
- Hasta que perdió Jalisco (1945)
- El rey se divierte (1944)
- La mujer sin alma (1944)
- Doña Bárbara (1943)
- ¡Así se quiere en Jalisco! (1942)
- La gallina clueca (1941)
- Creo en Dios (1941)
- El jefe máximo (1940)
- Allá en el Trópico (1940)
- La casa del ogro (1939)
- La Zandunga (1938) (guionista i diàleg)
- Bajo el cielo de México (1937)
- Las mujeres mandan (1937)
- ¡Vámonos con Pancho Villa! (1936) (adaptació)
- Allá en el Rancho Grande (1936) (guionista)
- Petróleo (1936)
- La familia Dressel (1935)
- Cruz Diablo (1934)
- El fantasma del convento (1934)
- El compadre Mendoza (1934) (guionista)
- El tigre de Yautepec (1933)
- La calandria (1933) (guionista i diàleg)
- El prisionero trece (1933)
- La llorona (1933)
- El anónimo (1933)
- Una vida por otra (1932)

### Editor
- Allá en el Rancho Grande (1936)
- La familia Dressel (1935)
- Cruz Diablo (1934)
- El fantasma del convento (1934)
- El compadre Mendoza (1934)
- El tigre de Yautepec (1933)
- La calandria (1933)
- Águilas frente al sol (1932)

## Premis
Lleó d'Or
| Any  | Categoria            | Pel·lícula               | Resultat  |
| ---- | -------------------- | ------------------------ | --------- |
| 1938 | Recomanació Especial | Allá en el Rancho Grande | Guanyador |